# Sathria
Sathria és un gènere d'arnes de la família Crambidae descrit per Julius Lederer el 1863.

## Taxonomia
- Sathria internitalis (Guenée, 1854)
- Sathria onophasalis (Walker, 1859)
- Sathria simmialis (Walker, 1859)